# Louis Meznarie
Louis Meznarie, né le 14 janvier 1930 à Saintry-sur-Seine et mort le 5 août 2020 au Coudray-Montceaux, est un préparateur de motocyclettes et d’automobiles de compétition, et propriétaire d’écurie ayant concouru aux 24 Heures du Mans.

## Biographie
Né d’un père et d’une mère originaire de Yougoslavie, il est un garçon attiré par les jeux mécaniques, bricolant des pièces afin de constituer une machine de compétition. À 13 ans, il entre dans un atelier de réparation et acquiert rapidement une bicyclette à moteur auxiliaire.
De 1945 à 1948, il travaille dans une usine de motocyclettes, MR, qui utilisait des moteurs deux-temps Sachs.
En 1948 et 1949, après avoir devancé son appel, il effectue son service militaire au cours duquel il est chargé de l’entretien des motocyclettes de service.
Au début des années 1950, il se lance dans le motocross avec une NSU Max 250 cm3 OSL monocylindre : ses concurrents sont Rémy Julienne, qui créera la première agence de cascadeurs en France, Roger Pinard (propriétaire d’un magasin de motocyclettes et champion local au guidon de sa Dot Cycle and Motor Manufacturing Company) et Georges Diani (futur garde du corps du général de Gaulle, au guidon d’une Monet-Goyon équipée d’un moteur Villiers).
De 1959 à 1971, il est concessionnaire officiel de NSU, préparateur motocyclette, puis préparateur automobile.
En 1968, il ouvre un atelier plus grand au Plessis-Chenet (commune du Coudray-Montceaux en bordure de la RN 7), avec le support de la compagnie Shell : il devient un des préparateurs de renom de l’histoire mécanique française.
De 1971 à 1983, il est un préparateur officiel des Porsche 911, avec une série de victoires dans leur catégorie aux 24 Heures du Mans, au Championnat de France des rallyes et au Championnat d'Europe des rallyes.
Son entreprise ferme en 2003, et le garage vendu au début de l'année 2019. 
Louis présente au 24 Heures du Mans 1977 une auto inspirée du type 935 louée à l'équipe Jean Belin et Thierry Sabine. Malheureusement c'est un échec Louis ne participera plus aux 24 heures du Mans et revient en rallye.
Au Salon Moto Légende 2017, à Paris, Louis Meznarie, vend ces dernières motos, quatre NSU, par la maison de vente Osenat,.
Il meurt en août 2020.

## Concessionnaire officiel NSU
- De 1960 à 1963, préparation de plusieurs « Prinz 3 » (2-cylindres à plat) pour le Tour de France automobile, conduite par Jean Behra.
- En 1963, préparation d’une « Prinz 4 » (4-cylindres) pour Jean Behra qui gagne le Tour de Corse et le Rallye de Monte-Carlo dans sa catégorie.
- De 1964 à 1971, préparation de plusieurs NSU officielles (1 000, 1 200 ou 1 300 cm3, 4-cylindres, 115 ch) pour des pilotes français comme Marie-Claude Beaumont (2e du Championnat de France des rallyes féminin en 1966), Guy Chasseuil (2e du Championnat de France des rallyes en 1966), Bernard Darniche (vainqueur des rallyes du Forez et du Var en 1969) et  Gérard Larrousse (4e du Championnat de France des rallyes en 1966)[5].

## Préparateur officiel de Porsche 911
- 1971 : 911 2,4 litres, 260 ch et 2,6 litres, 284 ch pour Gérard Larrousse et Jürgen Barth, 9 victoires (Autodrome de Linas-Montlhéry, Rouen-Les-Essarts, Magny-Cours, etc.).
- 1972 : 911 2,4 litres pour Jürgen Barth, Sylvain Garant et Mike Kyser, 13e position scratch aux 24 Heures du Mans, 1re dans sa catégorie, seule 911 à terminer.
- 1973 : 911 RSR 3 litres, 310 ch (950 kg) pour Guy Fréquelin (Tour de France automobile et différents circuits).
- 1974 : 911 Carrera RSR 3 litres, 330 ch pour Hubert Striebig et Hughes Kirschhoffer (24 Heures du Mans)[6] et 911 RS 3 litres pour Thierry Sabine (vainqueur groupe 3 du Championnat de France des rallyes).
- 1975 et 1976 : 911 Carrera RSR 3 litres.
- 1976 : 934 turbo, 500 ch pour Hubert Striebig et Charlotte Verney (Albi, Silverstone, 24 Heures du Mans, etc.).
- 1977 : 935 turbo pour Thierry Sabine.
- de 1979 à 1982 : 911 SC 3 litres (315 à 330 ch, selon) pour Bernard Béguin,  vainqueur du Championnat de France des rallyes en 1979, 2e du Championnat d'Europe des rallyes en 1980, deux victoires au Championnat d'Europe des rallyes et une victoire aux 24 Heures d’Ypres en 1981, 2e dans sa catégorie du Championnat de France des rallyes en 1982.
- en 1982 et 1983 : 911 SC 3 litres, 315 ch pour Michel Teilhol (vainqueur du Championnat de France des rallyes en Division 2).

## Citation personnelle
« Préparer ou vendre une voiture ne m’intéresse pas si je sais pas qui va la conduire », Louis Meznarie.

## Sources
- Site officiel des 24 Heures du Mans
- 24 Heures du Mans 1972 : Porsche 911S, 13e place pour l’écurie Louis Meznarie
- Tour de Corse 1973 : Audi 80 de Guy Fréquelin preparée par Louis Meznarie
- 24 Heures du Mans 1974 : Porsche 911 Carrera RSR, abandon (44e place) pour l’écurie Louis Meznarie
- 24 Heures du Mans 1975 : Porsche 911 Carrera RSR, 28e place pour l’écurie Louis Meznarie
- 24 Heures du Mans 1976 : Porsche 934, 11e place pour l’écurie Louis Meznarie
- Article presse (février 2006) (1/2) : Louis Meznarie, petit, mais costaud…
- Article presse (février 2006) (2/2) : Louis Meznarie, petit, mais costaud…